# Rhynchopsilopa fuscipennis
Rhynchopsilopa fuscipennis är en tvåvingeart som beskrevs av Wirth 1968. Rhynchopsilopa fuscipennis ingår i släktet Rhynchopsilopa och familjen vattenflugor.
Artens utbredningsområde är Nigeria. Inga underarter finns listade i Catalogue of Life.